# Nokia 2650

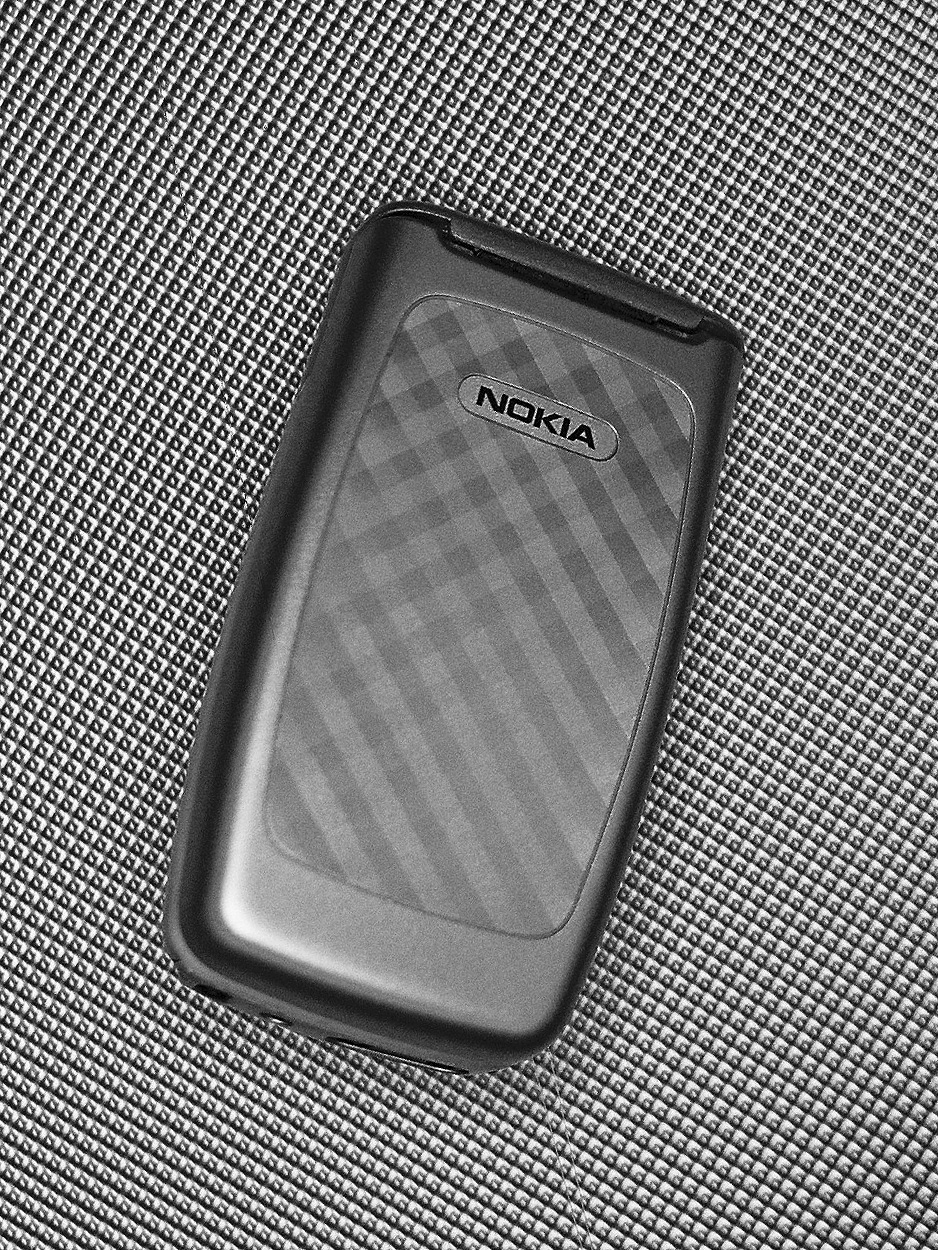
Nokia 2650, cerrado

El Nokia 2650  fue el primer teléfono hecho público en el segundo trimestre de 2004. El modelo era uno de los pocos clamshell liberados por Nokia en aquel tiempo y siendo un teléfono de primer uso, llegó a ser muy popular debido a su bajo precio.

## Características
- Tarjeta SIM : Mini Sim (2FF) accesible por un lateral bajo una trampilla.[2]
- Antena : todas internas.
- Pantalla : CSTN varios fabricantes (Philips, Samsung, Seiko Epson, etc.)
- Resolución de pantalla : 128 x 128 píxeles y 12 bits (4096 colores)
- Sistema operativo : Symbian v7.0s, Serie 60 SE UI
- Java:  MIDP 1.0, CLDC 1.0
- Memoria : 997 KiB
- Sistema operativo : Series 40 Versión 1
- Bandas : 2G GSM 850/1900 o 900/1800 MHz, GPRS
- Timbres : polifónicos, 4 canales
- Batería : BL-4C  interna de Li-ion, 3,7 V y 860 mAh
- Tiempo de conversación : 3 horas
- Tiempo en espera : 300 horas
- Carcasa : Clamshell Plateado, Rojo o Marrón
- Navegador móvil : WAP 1.2.1 XHTML a todo color a través de GPRS
- Mensajes : SMS, MMS
- Tamaño : 85 mm (3,35 pulgadas) largo x 46 mm (1,81 pulgadas) ancho x 23 mm (0,91 pulgadas) alto
- Peso : 96 g (3,39 onzas)
- Volumen : 77 cm3
- LED para alertas de SMS y llamadas entrantes
- Una agenda mejorada de 256 x 5 campos, Foto de llamada
- Función de calendario mejorada
- Juegos y aplicaciones Java, fondos de pantalla y tonos polifónicos descargables
- Texto predictivo T9